# Blennidus peruvianus
Blennidus peruvianus là một loài bọ chân chạy thuộc phân họ Pterostichinae. Loài này được Dejean mô tả năm 1828.